# Nando Vitali (scrittore 1953)
Nando Vitali (Napoli, 6 febbraio 1953) è uno scrittore e critico letterario italiano.

## Biografia
Nasce a Bagnoli, quartiere di Napoli che spesso utilizzerà come sfondo dominante nelle sue opere. È autore di racconti, saggi e romanzi. Tra questi ultimi Chiodi storti – da Ponticelli a Napoli Centrale (Compagnia dei trovatori ed. 2008, con uno scritto di Francesco Costa) con cui vince il premio speciale per la narrativa 2009 Il Molinello, I morti non serbano rancore. Foibe. La storia avventurosa del capitano Goretti (Gaffi editore, Roma - Giugno 2011) e Bosseide, la fascinazione del male (Gaffi Editore, Roma - Febbraio 2015). Ha collaborato alle pagine culturali de Il manifesto e Il Mattino. Attualmente collabora con il quotidiano La Repubblica (Napoli). È fondatore e direttore delle riviste letterarie Pragma e Achab. Negli anni '80 è stato redattore della rivista letteraria Terra del Fuoco diretta da Carmine Lubrano. Negli anni '90 si è interessato di Letterature nordiche con articoli e convegni in collaborazione con l'Associazione Lo Stato dell'Arte di cui è stato tra i fondatori insieme a Francesco Ceci, Giuseppe Di Costanzo, Silvio Perrella e altri. Conduce da circa 30 anni il laboratorio di scrittura e lettura creativa L'isola delle voci. È stato direttore editoriale della Graus editore, per la quale ha curato, tra le altre cose, la pubblicazione del libro La pietra bianca, quattro racconti inediti di Michele Prisco. Lo stesso è stato edito anche in Spagna, pubblicato da Ediciones Antigona e tradotto in castigliano da Alfonso Prats Menseguer. Ha ideato e condotto la kermesse Voci della città - tredici scrittori per Nicola Pugliese in collaborazione con la fondazione Premio Napoli. Ha curato per la Compagnia dei trovatori il volume di racconti La nave nera di Nicola Pugliese. Ha curato il volume di Luigi Compagnone Quasi un Dizionario (Compagnia dei trovatori Edizioni - 2007). Nel 2017 viene pubblicato il romanzo Ferropoli. Ideatore del format "La biblioteca di Babele" sul romanzo contemporaneo (Achab rivista letteraria) in collaborazione con la Fondazione Premio Napoli. Nel 2020 viene ripubblicato il romanzo "Chiodi Storti. Da Ponticelli a Napoli Centrale" dalla casa editrice Iod con uno scritto di Silvio Perrella.
Nel 2022 ha curato il Forum  "Lo Scrittore e l'Isola. Un viaggio tra realtà e immaginazione" per Procida Capitale della Cultura insieme a Filippo La Porta e Davide D'Urso.

## Pubblicazioni

### Romanzi
- L'uomo largo (Edizione Terra del Fuoco, 1987)
- Chiodi storti – da Ponticelli a Napoli Centrale (Compagnia dei trovatori ed. 2008)
- I morti non serbano rancore. Foibe. La storia avventurosa del capitano Goretti (Gaffi Editore, Roma, giugno 2011), con uno scritto di Andrea Carraro
- Bosseide (Gaffi Editore, Roma, febbraio 2015)[5]
- Ferropoli (Castelvecchi Editore, Roma, settembre 2017)[6] con uno scritto di Filippo La Porta. Tra le altre cose, è stato finalista al "Libro del mese" di Radio Fahrenheit.
- Chiodi Storti. Da Ponticelli a Napoli Centrale (nuova edizione) (Iod Edizioni, 2020) con uno scritto di Silvio Perrella
- Fratelli di sangue (Readaction editrice, Roma, Febbraio 2022)
- L'uomo della Posta (Castelvecchi editore, Roma, aprile 2023)

### Racconti
- Il mio amico Peter (romanzo collettivo "Effetto domino - 10 scrittori in cerca di un romanzo" a cura di Piero Antonio Toma, Treves Editore 2009) racconto candidato finalista premio Lo Stellato
- L'isola che non c'è (Racconti per Nisida, 2010)
- La Tromba di Chat (L'Odore della stampa, il respiro dei libri, Marte Editore 2012)
- Non sarà il canto delle Sirene (quattro racconti contro la violenza sulle donne. Con gli autori Maurizio De Giovanni, Antonella Ossorio e Carmen Pellegrino), Iemme Edizioni, 2015.
- Polvere per scarafaggi (raccolta di racconti, Ad Est dell'equatore ed., 2019)
- Luisella (presente nella raccolta de "Le giornate della Libertà. Racconti e Memoria" in uscita con il Quotidiano Il Mattino, Dante e Descartes ed., 2023)
- Notturno Napoletano (raccolta di racconti) con un'illustrazione di Luca Dalisi, Colonnese editore, 2024

### Saggi
- Contro la banalità del male (Letteratura e camorra, ed. Compagnia dei Trovatori, 2012)

### Teatro
- Il cuore inverso (2025)[7]

### Rivista letterariaAchab
- Achab, scritture solide in transito (volume 1, ed. Compagnia dei Trovatori, 2013)
- Achab, scritture solide in transito (volume 2, I cento anni di Albert Camus, ed. Compagnia dei Trovatori, 2013)
- Achab, scritture solide in transito (volume 3, Il sacro, ed. Compagnia dei Trovatori, 2014)
- Achab, scritture solide in transito (volume 4, La patria, il viaggio di Enea, ed. Compagnia dei Trovatori, 2014)
- I quaderni di Achab (le città nascoste: Roma, ed. Compagnia dei Trovatori, 2015)
- Achab, scritture solide in transito (volume 5, Il bene dai conversari di Achab, ed. Marco Saya, 2015)
- Achab, scritture solide in transito (volume 6, Nuovi media. Miti e scritture al tempo di Internet, ed. Marco Saya, 2016)
- Achab, scritture solide in transito (volume 7, Il racconto del Sud, ed. Ad est dell'equatore, 2017)
- Achab, scritture solide in transito (volume 8, Il racconto del Sud -seconda parte-, ed. Ad est dell'equatore, 2017)
- Achab, scritture solide in transito (volume 9, Il racconto del Sud -terza parte- (La favola), ed. Ad est dell'equatore, 2018)
- Achab, scritture solide in transito (volume 10, Il Romanzo, ed. Ad est dell'equatore, 2019)
- Achab, scritture solide in transito (volume 11, La musica, ed. Ad est dell'equatore, 2021)
- Achab, scritture solide in transito (volume 12, Pier Paolo Pasolini, ed. Ad est dell'equatore, Marzo 2022), con i contributi di Erri De Luca e Ascanio Celestini
- Achab, scritture solide in transito (volume 13, Gli occhi di Argo. Sul carcere, ed. Kulturjam, in uscita febbraio 2024), con i contributi di Erri De Luca e un inedito di Charles Simić

## Premi
- Premio Il Molinello, 2009
- Premio San Tommaso d'Aquino, 2018